# Mercury-Atlas 5
 (janvier 2025).
Si vous disposez d'ouvrages ou d'articles de référence ou si vous connaissez des sites web de qualité traitant du thème abordé ici, merci de compléter l'article en donnant les références utiles à sa vérifiabilité et en les liant à la section « Notes et références ».
Mercury-Atlas 5 (MA-5) est une mission spatiale du programme Mercury de la NASA.
Mercury-Atlas 5 est le deuxième et dernier vol de qualification orbitale des systèmes de la capsule Mercury avant un vol orbital habité. Réalisée le 29 novembre 1961, à son bord se trouve un chimpanzé de 17 kg, nommé Enos. Enos effectue diverses activités psychomotrices pendant le vol et se révèle en excellente condition physique après l'amerrissage. 
Une puce métallique dans une conduite d'alimentation en carburant pose un problème avec le système de contrôle d'attitude, entraînant la défaillance d'un jet de réaction. Cela a pour conséquence que le véhicule spatial dévie de 30° de son assiette nominale, point auquel les commandes automatiques permettent de le ramener à son assiette nominale. Tout ce processus entraîne la consommation de 500 grammes de carburant supplémentaire par orbite. En plus de cela, un problème se développe dans un onduleur du système électrique, entraînant un problème de température dans la capsule. Ces deux difficultés peuvent être résolues avec un pilote humain à bord, mais le contrôle au sol décide de raccourcir la mission après la deuxième orbite. Trois orbites étaient prévues. 
Le véhicule spatial est récupéré par le USS Stormes à 410 km au sud-est des Bermudes, une heure et quinze minutes après l'amerrissage. Le véhicule spatial est transporté à bord du navire avec sa longe, fissurant la fenêtre de la capsule. 
Enos est mort à la base aérienne Holloman, au Nouveau-Mexique, un an (4 novembre 1962) après son vol historique. Avant son décès, il est en observation jour et nuit durant deux mois et présente une dysenterie due à une shigellose, résistante aux antibiotiques disponibles à cette époque. Sa maladie et sa mort sont sans rapport avec son vol orbital. 

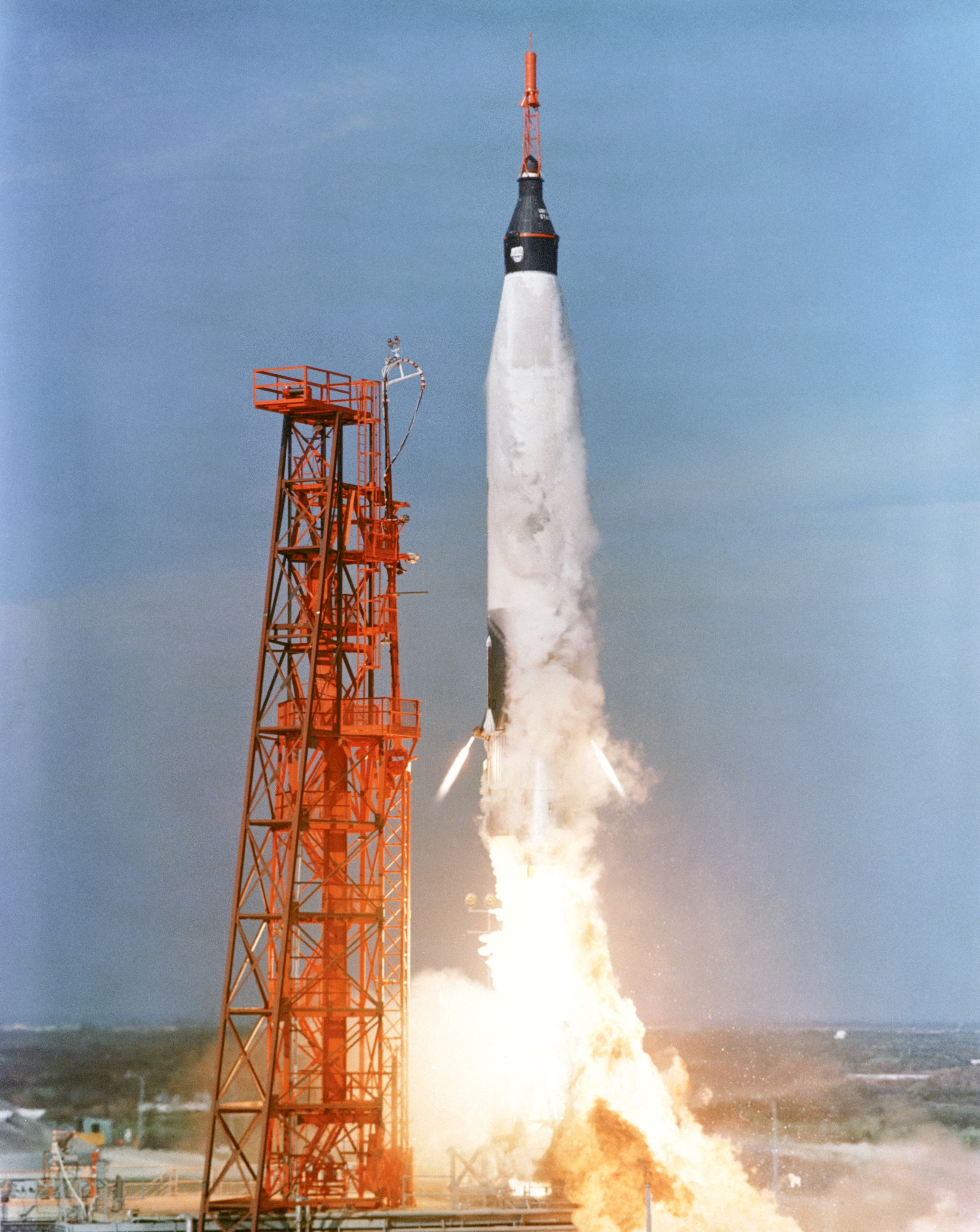
Le lancement de la mission Mercury-Atlas 5 au décollage.
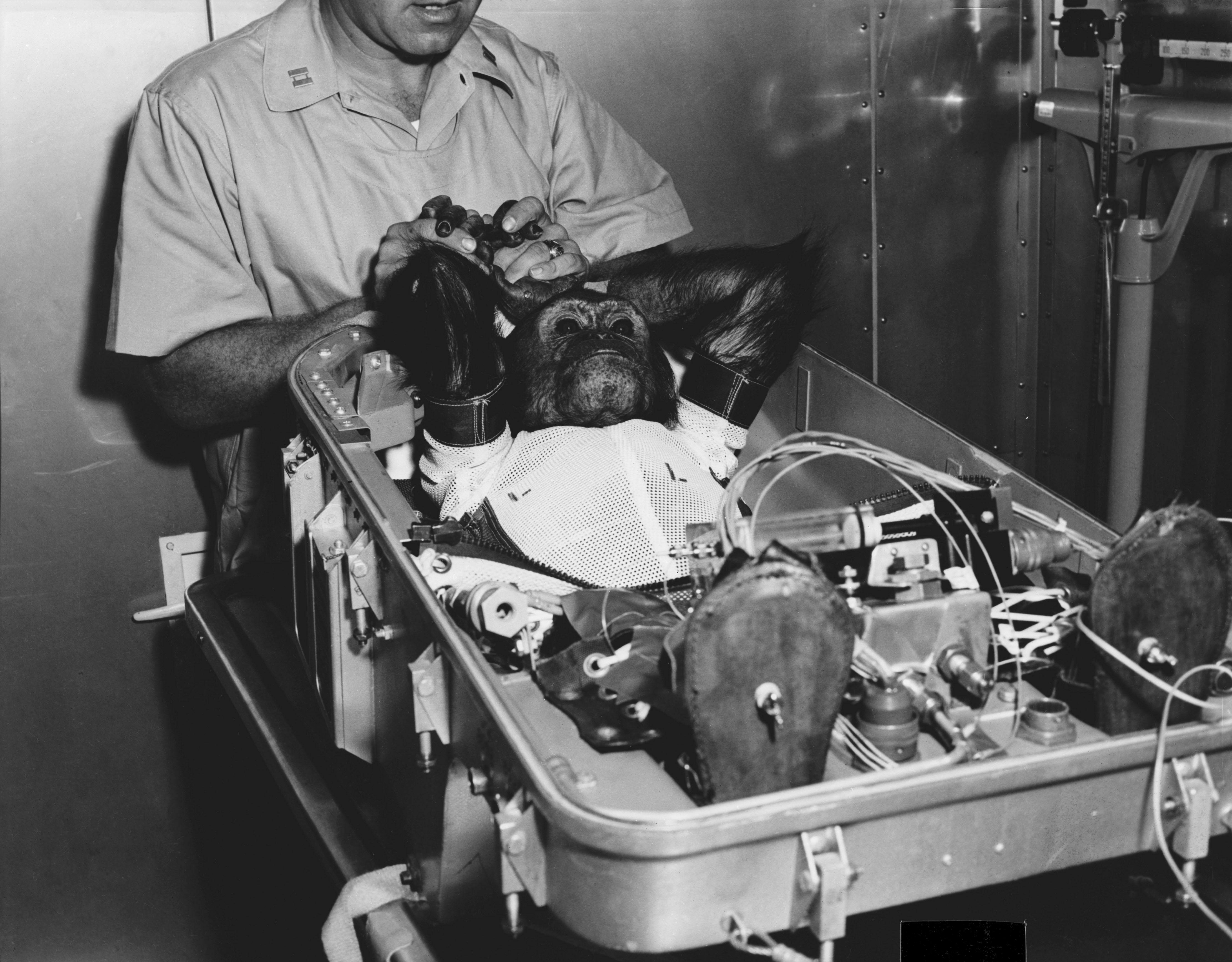
Le chimpanzé Enos avant le lancement de la mission Mercury-Atlas 5.
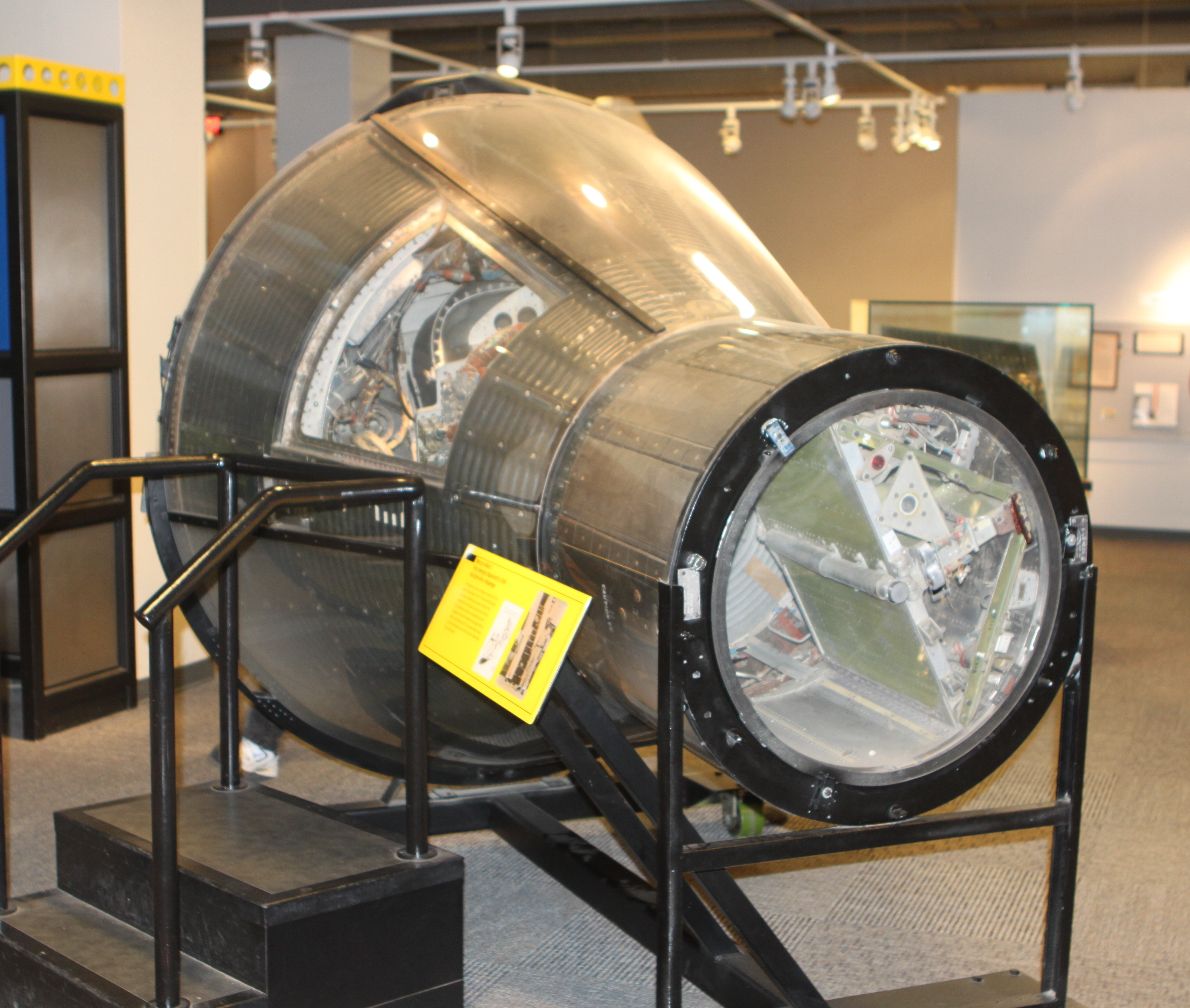
La capsule exposée au Museum of Life and Science (en) de Durham.